# Пояс (облачение)
По́яс — длинная узкая полоса ткани, кожи или витой шнур, использующийся в облачении священнослужителей и монахов в различных религиях мира.

## Предыстория
Пояс использовался уже у многих народов древности. Часто носил не только утилитарную и символическую функцию, но и определял статус человека. В частности, в древнем Израиле был признаком взрослого мужчины. Пояс мог также использоваться для ношения различных предметов, прежде всего оружия, но также принадлежностей для письма, различных инструментов и так далее.
В Римской империи и Раннем Средневековье пояс был прежде всего символом воина, а также представителя административной власти. Пояс использовался для ношения меча (гладиуса) и кошелька, а также выступал для определения статуса носившего его человека.

## В авраамических религиях

### Раннее христианство
В раннем христианстве пояс стал частью облачения монахов. Поскольку они носили свободные одежды, первоначально пояс выполнял функциональные задачи, он был совершенно необходим для возможности работать. В дальнейшем он добавил к себе и символическое значение, монахи не снимали пояс даже во время сна, что означало их постоянную готовность ко встрече с Господом, а также он считался признаком нестяжательности, бодрствования и борьбы против духов зла. Пояс монахов изготавливался из кожи, что должно было означать умерщвление плоти.

### Православие
В сочинении Псевдо-Германа, относящегося в VIII веку, упоминается о том, что клирики служили в фелонях неподпоясанными. Пояс как часть облачения православного клирика утвердился лишь к XII веку. Возможно, пояс использовался и ранее, но представлял собой простой шнур и не упоминался, поскольку не был виден из-под фелони. В поздней Византии пояс как часть облачения представлял собой ремешок с пряжкой спереди.
В современном православии форма и материал пояса строго не регламентированы, однако он часто представляет собой длинный узкий кусок ткани, завязывающийся сзади и имеющий изображение креста спереди. Его цвет обычно подобен цвету остального облачения. При этом подрясник подпоясывается иным поясом или ремнём. Иподиаконы Русской православной церкви носят орарь, которым они опоясываются крестообразно, его концы оборачивают вокруг пояса, перекрещивают на спине, спускают вперёд через плечи и затыкают за пояс, предварительно ещё раз перекрестив.
Отличительной чертой пояса старообрядцев является наличие на нём пряжки и четырёх лент с кистями, свисающие с него по 2 с каждой стороны, которые называются «источниками».

### Католицизм

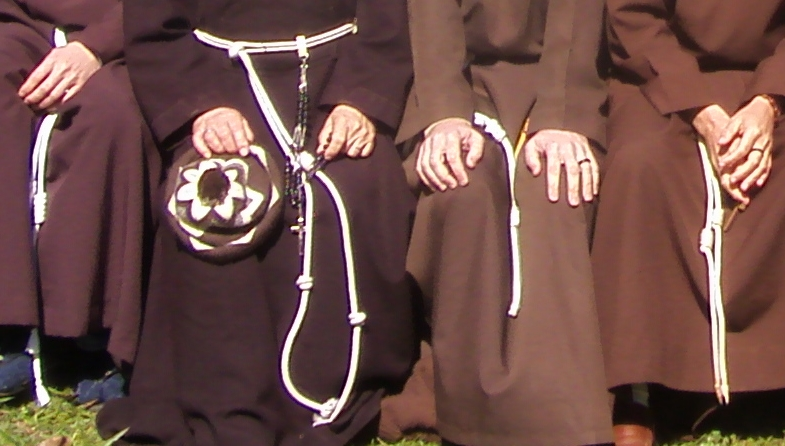
«Дисциплина» — пояс-плеть монахов-францисканцев, на которой навязаны утяжеляющие «францисканские» узлы, чтобы было больней наказанному

Пояс в качестве элемента облачения епископов, пресвитеров, диаконов и субдиаконов известен в западной церкви с IX века, им опоясывались поверх альбы. Клирики более низкого ранга и миряне пояс не носили. Первоначально пояс представлял собой простую верёвку, которую использовали для самобичевания, позже — как наказание ударами согрешившего монаха, отчего пояс получил наименование «дисциплина», позднее удары поясом служили наказанием ученикам. Со временем пояс стал выполняться из длинного куска ткани, концы которой свободно спадали. Один из древнейших сохранившихся до нашего времени литургических поясов был вышит по приказу супруги королевы Эммы Баварской (808—876) для Витгария, епископа Аугсбургского. В дальнейшем для многих католических иерархов изготавливались богато украшенные золотым шитьём, драгоценными камнями и жемчугом.
Вплоть до литургической реформы середины XX века при надевании пояса требовалось произносить следующую молитву «опояшь меня, Господи, поясом чистоты и угаси во мне вожделение; да возобладает во мне добродетель воздержания и целомудрия». После реформы не требуется произнесения каких-либо специальных слов в процессе опоясывания.
В эдикте папы Урбана VIII от 1624 года содержится требование, чтобы все клирики носили пояс поверх сутаны. Цвет пояса различается в зависимости от сана опоясанного им, монахи используют для подпоясывания простой шнур.

папа (белый)
кардинал (красный)
епископ (малиновый)
монсеньор (малиновый)
священник (чёрный)

### Иудаизм
Иудей, сразу по пробуждении ото сна, обязан опоясаться, прежде произнеся молитву «Благословен Ты, Господи, Бог [Он] наш, Царь [Он] Вечный, Препоясывающий Израиль могуществом». Особо следят (раввин и хаззан) за наличием у себя пояса (гартла) при утренней общинной молитве. Перед сном иудеи распоясываются.